# 日産・PRエンジン
日産・PRエンジンとは、日産自動車の直列4気筒DOHCガソリンエンジンである。

## 概要
2019年初頭、PR25DDが北米市場向けの日産アルティマ用として開発された。QR25DEエンジンの後継にあたり、アクセルに対する応答性の良さや、燃費・騒音・振動の低減等を目指して開発された。
日産の新エンジンコンセプトに基づき、燃料筒内直接噴射（DIG）、電子制御バルブ・タイミング・コントロール・システム（CVTCS）、クールドEGR、インテグレーテッド・エキゾースト・マニフォールド、ミラーボア・コーティング、可変オイルポンプ、そして世界初となる樹脂製インテーク・ポートを採用。この樹脂製インテーク・ポートによりアンチノック性を高め、高効率な燃焼を実現している。
2021年に豪州市場に登場したアウトランダー（ZM型）や、2022年に豪州市場に投入されたエクストレイル（T33型）にも搭載されている。

## PR25DD
- タイプ:直列4気筒 DOHC 16バルブ
- 排気量: 2488cc
- 内径×行程:
- 圧縮比：

出力・トルク
- 133kW/6,000rpm、181N・m/3,600rpm

### 搭載車種
- アルティマ（L34型）
- 三菱・アウトランダー（ZM型）
- エクストレイル（T33型）
- ローグ（T33型）